# Abchazská vlajka

Abchazská vlajka
Poměr stran: 1:2

Vlajka Abcházie, je jedním ze symbolů částečně uznané republiky, kterou většina států považuje za součást Gruzie, zvanou Autonomní republika Abcházie.
Vlajku tvoří list o poměru stran 1:2, se sedmi vodorovnými pruhy, čtyřmi zelenými a třemi bílými, a červenýmkantonem o šířce tří pruhů. V kantonu je vyobrazena ruka a nad ní do oblouku sedm bílých, pěticípých hvězd.

Vlajka byla oficiálně přijata 23. července 1992, navrhl ji abchazský umělec Valerij Gamgija.
Sedm bílých a zelených pruhů symbolizuje vzájemnou toleranci křesťanství a islámu v Abcházii, sedm hvězd odkazuje na sedm abchazských historických oblastí, sedm současných rajonů a měst. Sedm je pro Abcházce posvátné číslo. Otevřená ruka je tradičním symbolem abchazské státnosti a zároveň symbolem míru, dobra a pohostinnosti.

Vlajka abchazského prezidenta Poměr stran: 1:2

## Historie
| Historický abchazský prapor (1350)                                                     | Historický abchazský prapor (1350)                                                      |
| Socialistická sovětská republika Abcházie (1925–1935)                                  | Socialistická sovětská republika Abcházie (1925–1935)                                   |
| Vlajka Gruzínské SSR sloužila v letech 1951 až 1978 zároveň jako vlajka Abchazské ASSR | Vlajka Gruzínské SSR sloužila v letech 1951 až 1978 zároveň jako vlajka Abchazské ASSR. |
| Abchazská ASSR (1978–1989)                                                             | Abchazská ASSR (1978–1989)                                                              |
| Abchazská SSR (1989–1992)                                                              | Abchazská SSR (1989–1992)                                                               |
| Vlajka Republiky Abcházie (od 1992)                                                    | Republika Abcházie (od 1992)                                                            |

- Poznámka: V letech 1935 až 1937 se na vlajce změnil nápis z CCPA na ACCP. Poté se do roku 1951 užívala pouze rudá vlajka s nápisem Gruzínská SSR v gruzínštině, abcházštině a ruštině.